# Communauté de communes de la Champagne Conlinoise et du Pays de Sillé
La communauté de communes de la Champagne Conlinoise et du Pays de Sillé est une communauté de communes française, créée au 1er janvier 2017 et située dans le département de la Sarthe et la région Pays de la Loire. 

## Historique
Elle est créée au 1er janvier 2017 (arrêté préfectoral du 20 décembre 2016) par la fusion de la communauté de communes de la Champagne Conlinoise et de la communauté de communes du Pays de Sillé.

## Territoire communautaire

### Géographie
Située à l'ouest  du département de la Sarthe, la communauté de communes de la Champagne Conlinoise et du Pays de Sillé regroupe 24 communes et présente une superficie de 429,2 km2.

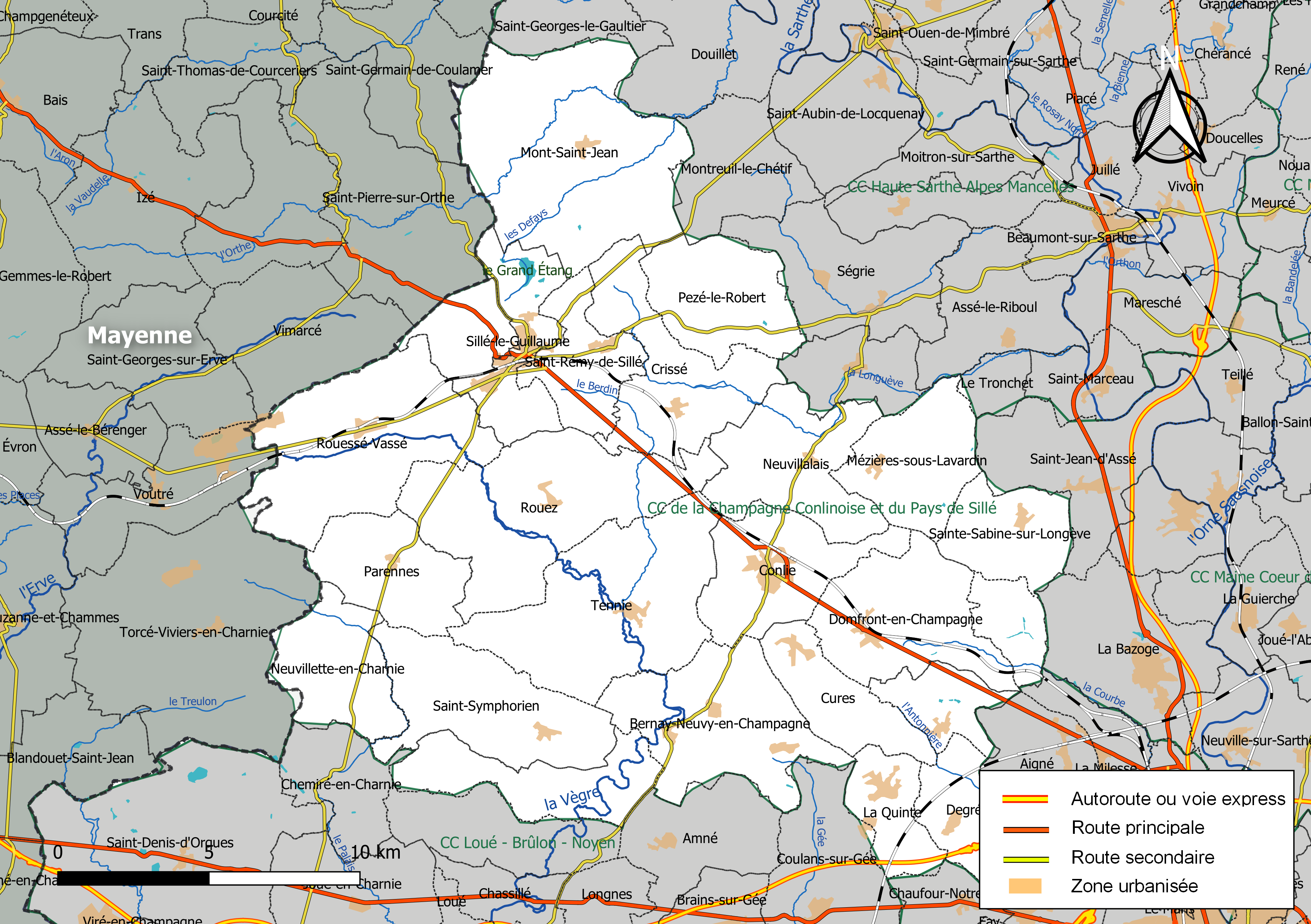
Carte de la communauté de communes de la Champagne Conlinoise et du Pays de Sillé au 1er janvier 2019.

### Composition

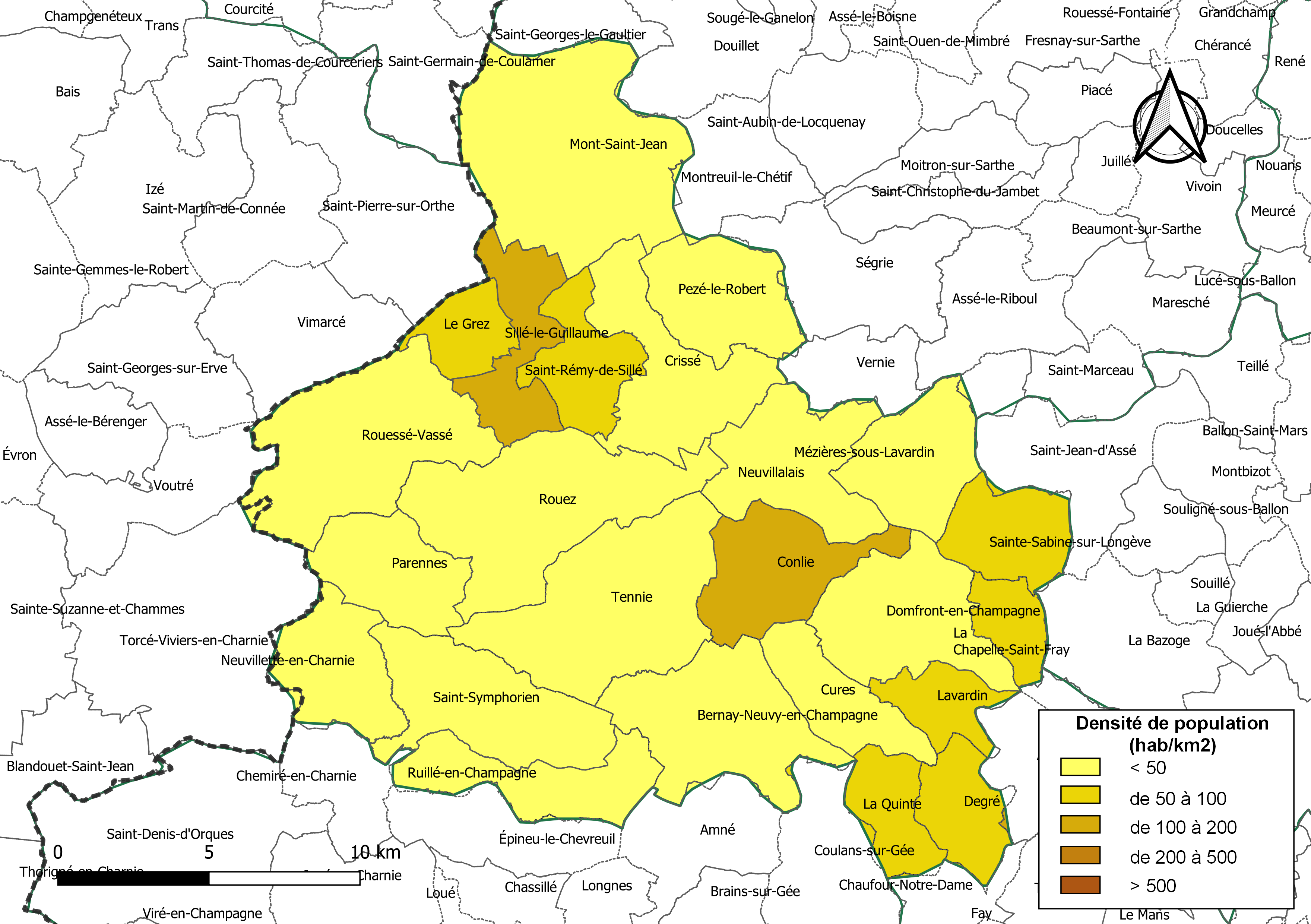
Carte des densités de population (millésimée 2016) des communes de la communauté de communes de la Champagne Conlinoise et du Pays de Sillé. Composition en communes au 1er janvier 2019.

La communauté de communes est composée des 24 communes suivantes :

| Nom                       | Code Insee | Gentilé             | Superficie (km2) | Population (dernière pop. légale) | Densité (hab./km2) |
| ------------------------- | ---------- | ------------------- | ---------------- | --------------------------------- | ------------------ |
| Conlie (siège)            | 72089      | Conlinois           | 17,16            | 1 828 (2022)                      | 107                |
| Bernay-Neuvy-en-Champagne | 72219      |                     | 25,13            | 768 (2022)                        | 31                 |
| La Chapelle-Saint-Fray    | 72066      | Capellofrayens      | 6,38             | 421 (2022)                        | 66                 |
| Crissé                    | 72109      | Criséens            | 20,83            | 544 (2022)                        | 26                 |
| Cures                     | 72111      | Curois              | 11,5             | 490 (2022)                        | 43                 |
| Degré                     | 72113      | Degréens            | 9,83             | 746 (2022)                        | 76                 |
| Domfront-en-Champagne     | 72119      |                     | 20,97            | 1 062 (2022)                      | 51                 |
| Le Grez                   | 72145      | Grézois             | 7,45             | 384 (2022)                        | 52                 |
| Lavardin                  | 72157      |                     | 7,63             | 695 (2022)                        | 91                 |
| Mézières-sous-Lavardin    | 72197      | Mézièrois           | 15,31            | 679 (2022)                        | 44                 |
| Mont-Saint-Jean           | 72211      | Mont-Saint-Jeannais | 42,31            | 633 (2022)                        | 15                 |
| Neuvillalais              | 72216      |                     | 18,86            | 593 (2022)                        | 31                 |
| Neuvillette-en-Charnie    | 72218      | Neuvillettois       | 14,54            | 302 (2022)                        | 21                 |
| Parennes                  | 72229      | Parennais           | 14,5             | 449 (2022)                        | 31                 |
| Pezé-le-Robert            | 72234      | Pezéens             | 16,35            | 346 (2022)                        | 21                 |
| La Quinte                 | 72249      | Quintois            | 8,81             | 805 (2022)                        | 91                 |
| Rouessé-Vassé             | 72255      | Rouesséens          | 31,49            | 791 (2022)                        | 25                 |
| Rouez                     | 72256      | Rouéziens           | 33,65            | 808 (2022)                        | 24                 |
| Ruillé-en-Champagne       | 72261      | Ruilléens           | 14,93            | 301 (2022)                        | 20                 |
| Saint-Rémy-de-Sillé       | 72315      | Saint-Rémois        | 11,25            | 832 (2022)                        | 74                 |
| Saint-Symphorien          | 72321      |                     | 22,49            | 499 (2022)                        | 22                 |
| Sainte-Sabine-sur-Longève | 72319      | Sabinois            | 11,82            | 729 (2022)                        | 62                 |
| Sillé-le-Guillaume        | 72334      | Silléens            | 12,9             | 2 192 (2022)                      | 170                |
| Tennie                    | 72351      | Tennisiens          | 33,13            | 1 017 (2022)                      | 31                 |

### Démographie
| 1968   | 1975   | 1982   | 1990   | 1999   | 2009   | 2014   | 2020   |
| ------ | ------ | ------ | ------ | ------ | ------ | ------ | ------ |
| 16 606 | 15 694 | 15 549 | 15 831 | 16 511 | 18 190 | 18 837 | 18 035 |

## Administration

### Siège
Le siège de la communauté de communes est situé à Conlie.

### Conseil communautaire
Le conseil communautaire est composé depuis 2020 de 31 conseillers communautaires issus des conseils municipaux des vingt-quatre communes membres.
Les conseillers sont répartis selon l'importance démographique des communes comme suit :
| Nombre de conseillers | Communes                      |
| --------------------- | ----------------------------- |
| 4                     | Sillé-le-Guillaume            |
| 3                     | Conlie                        |
| 2                     | Domfront-en-Champagne, Tennie |
| 1 (+1 suppléant)      | les 20 autres communes        |

### Présidence
| Période         | Période         | Identité      | Étiquette | Qualité                                                                                    |
| --------------- | --------------- | ------------- | --------- | ------------------------------------------------------------------------------------------ |
| 9 janvier 2017  | 15 juillet 2020 | Joël Méténier | LR        | Maire de Saint-Symphorien (1995 → 2020)                                                    |
| 15 juillet 2020 | En cours        | Valérie Radou | SE        | Adjointe au maire de Conlie (2020 → ) Conseillère régionale des Pays de la Loire (2021 → ) |

### Régime fiscal et budget
Le régime fiscal de la communauté de communes est la fiscalité professionnelle unique (FPU).